# Gustav Albert Peter
Gustav Albert Peter (1853-1937) est un botaniste allemand.
Il fut le directeur du jardin botanique de l'Université Georg-August de Göttingen de 1888 à 1923.

## Quelques publications
- avec Carl Nägeli - Die Hieracien Mittel-Europas: Monographische Bearbeitung der Piloselloiden mit besonderer Berücksichtigung der mitteleuropäischen sippen - Oldenbourg, 1885
- Botanische Wandtafeln - Berlin, Parey Verlag, 1901
- FLora von Südhannover nebst den angrenzenden Gebieten, Volume 1 - Vandenhoeck & Ruprecht, 1901
- Wasserpflanzen und Sumpfgewächse in Deutsch-Ostafrika - Weidmannsche Buchhandlung, 1928
- Flora von Deutsch-Ostafrika - Selbstverl., 1932